# Ducetia chelocerca
Ducetia chelocerca is een rechtvleugelig insect uit de familie sabelsprinkhanen (Tettigoniidae). De wetenschappelijke naam van deze soort is voor het eerst geldig gepubliceerd in 1961 door Ragge.
1. ↑  (en) Ducetia chelocerca op de IUCN Red List of Threatened Species.